# Sahajärvi (sjö i Finland)
Sahajärvi eller Hautjärvi är en sjö i Mäntsälä kommun i Finland.   Den ligger i landskapet Nyland, i den södra delen av landet, 70 km norr om huvudstaden Helsingfors. Sahajärvi ligger 74,6 meter över havet. Arean är 1,9 kvadratkilometer och strandlinjen är 8,96 kilometer lång. Sjön  ingår i Borgå å huvudavrinningsområde.   I omgivningarna runt Sahajärvi växer i huvudsak barrskog. Den sträcker sig 2,5 kilometer i nord-sydlig riktning, och 1,9 kilometer i öst-västlig riktning. Den största ön är Lystisaari (0,2 hektar).